# Aprionus arcticus
Aprionus arcticus är en tvåvingeart som beskrevs av Boris Mamaev 2001. Aprionus arcticus ingår i släktet Aprionus, och familjen gallmyggor. Arten är reproducerande i Sverige.